# Ibn Qasi
Abu'l-Qasim Ahmad ibn al-Husain ibn Qasi († 1151), meist nur als Ibn Qasi bzw. Ibn Kasi bekannt, war ein maurischer Sufi und Mystiker aus Silves im Südwesten von al-Andalus, der heutigen portugiesischen Algarve.

## al-Muridun

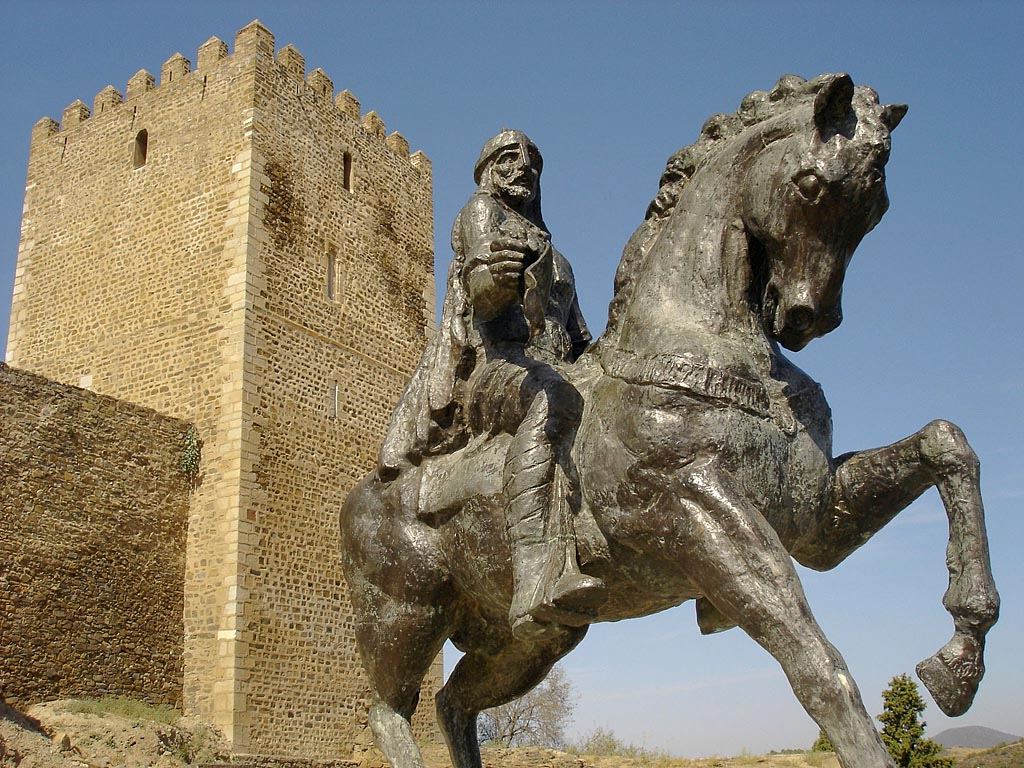
Ibn Qasi vor der Festung Mértola

Ibn Qasi war ein Schüler des Sufi Ibn al-Arif (1088–1141) und zusammen mit Abu-l-Walid Muhammad Ibn al-Mundhir war Ibn Qasi der Begründer der religiösen Bewegung der al-Murīdūn, die ab 1144 in einem Aufstand die Herrschaft der marokkanisch-berberischen Almoraviden abschüttelten. In seinem Namen riss Ibn al-Mundir die Herrschaft über Silves an sich. Um 1145 beherrschten Ibn Qasis Milizen und Verbündete die Region um Évora, Beja und Huelva. Nach der handstreichartigen Einnahme von Mértola schlossen sich einige andalusische Gouverneure Ibn Qasi an, so z. B. Abu Muhammad Sidray Ibn Wazir von Beja und Yusuf Ibn Ahmad al-Bitruyi von Niebla. Sie errichteten ein unabhängiges Imamat mit Ibn Qasi an der Spitze, das sich rasch auch über Badajoz erstreckte. Ihr Vorstoß auf Sevilla scheiterte jedoch, Sidray verließ daraufhin die Muriden. Gegen die Almoraviden und die in das Machtvakuum ebenfalls vorstoßenden Portugiesen riefen sie die Almohaden zu Hilfe und unterstützen sie bei ihrer Landung in Andalusien.
Das Bündnis zwischen der religiös intoleranten Sekte der Almohaden und Ibn Qasis Mystiker-Bewegung war jedoch von gegenseitigem Misstrauen geprägt. Nach dem Sieg über die Almoraviden und den ebenfalls nach der Herrschaft über die Algarve strebenden Emir von Badajoz begann Ibn Qasi daher 1150 mit Portugals König Alfons I. geheime Verhandlungen über ein Bündnis gegen den Almohaden-Sultan Abd al-Mu'min. Seine Anhänger erfuhren davon jedoch und erschlugen ihn als Verräter. Ibn al-Mundhir übergab Silves, Mértola und die übrige Algarve an die Almohaden.